# Templo de Marte Vingador (Capitólio)
Templo de Marte Vingador ou Templo de Marte Ultor (em latim: Templum Martis Ultoris) foi um templo erigido pelo imperador Augusto (r. 27 a.C.–14 d.C.) no Capitólio e dedicado em 12 de maio de 20 a.C., como um repositório para os estandartes de guerra que foram recuperados do Império Parta. Mais tarde, os estandartes foram transferidos para um templo homônimo situado no Fórum de Augusto. O templo é representado em moedas de Augusto como uma estrutura abobadada circular com um alto pódio com quatro ou seis colunas, dentro das quais havia uma figura de Hermes segurando os estandartes, ou os estandartes dentro da figura.